# Магістральна гідротранспортна система
Магістральна гідротранспортна система (МГТС), (рос. магистральная гидротранспортная система, англ. long-distance hydrotransport system, нім. hydraulische Arbeitsleitung f, hydraulische Hauptleitung f) — гідротранспортна система, що характеризується великим вантажопотоком (від декількох до десятків млн т на рік) та значною протяжністю (від десятків до декількох сотень, іноді тисяч, кілометрів).

## Опис
Основні параметри та робочий режим МГТС визначаються вимогами максимальної ефективності транспортування відповідно до вимог споживача.
МГТС може мати самостійне значення, бути транспортною артерією паливно-енергетичного або паливно-металургійного комплексу, або частиною єдиної транспортної мережі країни у сукупності з автомобільним, залізничним та водним транспортом (наприклад, система «МАРКОНАФЛО»). МГТС складається з початкового терміналу, лінійної частини з насосними станціями та кінцевого терміналу.
Склад і структура цих терміналів визначається видом транспортованого матеріалу і способом його використання у споживача. Наприклад, при транспортуванні енергетичного вугілля можливі два принципово різні варіанти:
1. Дроблення на початковому терміналі до 0-1(3) мм — гідротранспорт вугілля з концентрацією суміші ~50 % — зневоднення, сушка, подрібнення і спалювання вугілля у факелі на ТЕС кінцевого терміналу.
2. Подрібнення на початковому терміналі до 0-100 (250) мкм, приготування висококонцентрованого водовугільного палива — гідротранспорт палива — його пряме спалювання на ТЕС кінцевого терміналу. Для транспортування коксівного вугілля розроблені технічні рішення, які передбачають дроблення до 0-6 мм і масляну агрегацію вугілля на початковому терміналі — гідротранспорт вугільно-масляного аґломерату — зневоднення його і використання для приготування шихти для коксування на кінцевому терміналі.

## Найбільш відомі у світовій практиці МГТС
Найбільш відомі у світовій практиці МГТС:
вугільні :
- «Бєлово — Новосибірськ» (Росія, висококонцентроване водовугільне паливо, 5 млн т на рік, 260 км, 500 мм, 3 насосні станції);
- «Блек Меса — Мохаве» (США, гідросуміш, 4,8 млн т на рік, 430 км, 450 мм, 4 насосні станції);

для мідних руд та концентратів:
- «Єсконіда» (Чилі, 2 млн т на рік, 175 км, 150 — 200 мм, 1 насосна станція);
- «ОК Теді» (Нова Ґвінея, 0,6 млн т на рік, 160 км, 150 мм, під природним тиском);

для залізних руд та концентратів:
- «Самарко» (Бразилія, 12 млн т на рік, 410 км, 500 мм, 2 насосні станції);
- «Ла Перла — Геркулес» (Мексика, 4,5 млн т на рік, 310 км, 350 мм, 3 насосні станції);

для вапняку:
- «Регбі» (Велика Британія, 1,7 млн т на рік, 95 км, 250 мм,1 насосна станція);

для фосфатного концентрату:
- «Вернал» (США, 2,9 млн т на рік, 160 км, 250 мм, 2 насосні станції);

для гільсоніту:
- «Емерікен Гільсоніт» (США, 0,4 млн т на рік, 120 км, 200 мм, 1 насосна станція).

## Переваги
- безперервність і рівномірність вантажопотоку;
- підвищена надійність;
- можливість повної автоматизації;
- незалежність від погодних умов;
- економічна перевага над залізничним транспортом, особливо, коли шахти знаходяться у віддалених районах;
- має суттєво менші транспортні втрати та техногенне навантаження на довкілля;
- створює менше шуму;
- малі терміни будівництва.